# Манкуэльо, Федерико
Федери́ко Андре́с Манкуэ́льо (исп. Federico Andrés Mancuello; родился 26 марта 1989 года в Реконкисте, Аргентина) — аргентинский футболист, вингер клуба «Пуэбла» и сборной Аргентины.

## Биография
Манкуэльо — воспитанник футбольной академии клуба «Индепендьенте». 14 декабря 2008 года в матче против «Арсенала» из Саранди он дебютировал в аргентинской Примере. 6 апреля 2009 года в поединке против «Лануса» Федерико забил свой первый гол за «Индепендьенте». В 2010 году Манкуэльо помог клубу выиграть Южноамериканский кубок.
Летом 2011 года Манкуэльо на правах аренды перешёл в «Бельграно». 6 августа в матче против «Олл Бойз» он дебютировал за новый клуб. 26 октября в поединке против «Тигре» Федерико забил свой первый гол за «Бельграно». После окончания аренды он вернулся в «Индепендьенте».
В начале 2016 года Манкуэльо перешёл в бразильский «Фламенго». 14 мая в матче против «Спорт Ресифи» он дебютировал в бразильской Серии A. 6 августа в поединке против «Атлетико Паранаэнсе» Федерико забил свой первый гол за «Фламенго» в чемпионате.
28 марта 2015 года в матче товарищеском матче против сборной Сальвадора Манкуэльо дебютировал за сборную Аргентины. В этом же поединке он забил свой первый гол за национальную команду.

### Голы за сборную Аргентины
| #   | Дата          | Место                      | Противник | Счет | Результат | Соревнование      |
| --- | ------------- | -------------------------- | --------- | ---- | --------- | ----------------- |
| 01. | 28 марта 2015 | Федэкс-филд, Лэндовер, США | Сальвадор | 2:0  | 2:0       | Товарищеский матч |

## Достижения
- Чемпион штата Рио-де-Жанейро (1): 2017
- Чемпион штата Минас-Жерайс (1): 2018
- Чемпион Кубка Бразилии (1): 2018
- Обладатель Южноамериканского кубка (1): 2010
- Финалист Южноамериканского кубка (1): 2017